# Зацепин, Константин Александрович
Константи́н Алекса́ндрович Заце́пин (род. 28 октября 1980, Самара) — куратор, арт-критик, литературовед, член Ассоциации искусствоведов.

## Биография
В 2003 году окончил филологический факультет Самарского государственного университета (2003), в 2006 году — аспирантуру аспирантура СамГУ. кандидат филологических наук, защитил диссертацию на тему «Эссе как коммуникативная форма: проблемы чтения (на материале современной эссеистики)» (научный руководитель — проф. Н. Т. Рымарь).
С 2003 по 2005 работал корреспондентом газеты «Самарское обозрение». В период 2007—2011 корреспондент 1-й категории ГТРК «Самара».
В 2010-2014 годах — участник арт-группы «Лаборатория» (совместно с Владимиром Логутовым, Андреем Сяйлевым, Ильёй Саморуковым и Олегом Елагиным, Александром Лашманкиным), которая вошла в историю самарского искусства в частности перформансом «Сообщение» 2010. Данная группа сформулировала критерии оценки произведения современного искусства.
В 2011-2016-м — заместитель директора по развитию Самарского областного художественного музея. За время работы Зацепина в должности замдиректора Художественный музей вошел в пятерку самых посещаемых региональных музеев страны. Помимо коммерческих проектов, таких как выставки Пиросмани, Пикассо, Дали, Уорхола и других, Зацепин промоутировал современное искусство и принимал участие в становлении масштабных городских акций «Ночь музеев» и «Ночь искусств».
В 2014 выступил идеологом и организатором Ледовой биеннале. Это событие подаволась под несколькими названиями: Первая самарская ледовая биеннале, Первая фейсбук-биеннале, Первая инстаграм-биеннале, главное из которых всё же — проект «ЛЕД». Константин Зацепин обозначил идею мероприятия как «переозначивание пространства, маркирование ландшафта реки как места художественного производства».
В 2014 году совместно с Ильей Саморуковым разрабатывал концепцию Музея рок-н-ролла ZVEZDA (Самара). Музей планировалось открыть в 2015—2016 годы.
В 2015 году выпустил составителем и литературным редактором сборника статей «Анатомия художественной среды. Локальные опыты и практики», который едва ли не впервые описывает, как развивается современное искусство в крупных городах России: откуда берутся художники и как строятся их отношения со зрителем, на что живут галереи и центры и каково это — быть «агентами перемен» в провинции.
В декабре 2017 году выступил модератором дискуссии «Выставка как произведение искусства» в Винтажном зале ЦСИ Винзавод. Обсуждение состоялось в рамках выставки Владимира Логутова «Следующий уровень». Участниками дискуссии стали: Владимир Логутов, Екатерина Иноземцева, Сергей Хачатуров, Владимир Потапов.
В 2017 году вошел в топ 50 журнала Собака.ru «Самые знаменитые люди Самары и Тольятти» в номинации «искусство».
В 2017 году выпустил книгу «Пространства взгляда. Искусство 2000—2010-х годов», которая попала в лонг-лист премии имени Сергея Курехина в номинации «Лучший текст о современном искусстве».
В 2017 году приглашен как участник первого московского триеннале современного искусства.
В настоящее время — научный сотрудник Средневолжского филиала Государственного центра современного искусства в составе Росизо.
Автор публикаций о современном искусстве и литературе в «Художественном журнале», «Новом литературном обозрении», журнале «ДИ» и др. Публиковал статьи о литературе и кино в газете «Cine Fantom Week», журнале «Russian art in translation», специализированных научных изданиях. Арт-критик в самарском журнале «Город», также освещает для самарских СМИ события Венецианского биеннале.
Редактор-составитель сборника «Анатомия художественной среды» (2015), автор книги «Пространства взгляда» (2016).
Номинант VIII Всероссийского конкурса современного визуального искусства «Инновация» в номинации «Региональный проект» за выставочный проект «Течения: Самарский авангард 1960—2012» (совместно с М.Савченко, В.Логутовым, И.Сульдиным, А. и О.Филимоновыми).
Живёт и работает в Самаре.

## Профессиональная деятельность
Авторитетный и признанный художественным сообществом критик самарского современного искусства.В прессе был назван «катализатором самарского искусства».
Сфера научных интересов:
- Теория литературы
- Искусство XX—XXI вв.
- Российское искусство XXI вв.

Избранные публикации, теле-, радиопередачи
- Пресыщенные будут завидовать голодным? (совместно с Нелей Коржовой) // Художественный журнал / Moscow art magazine. № 101. 2017[36]
- Непостоянство памяти. О «Руинах» Павла Отдельнова//Цирк «Олимп»+TV № 26 (59), 2017[37]
- Взгляд белого куба. Владимир Логутов на «Винзаводе»//Colta.ru, 7 декабря 2017[38]
- «Тело экрана»//aroundart.ru 19 Фев 2016[39]
- Погружение в поверхность//aroundart.ru 22 Апр 2016[40]
- «Пространство взгляда. Искусство 2000—2010-х годов. Сборник статей» — Самара, ООО Книжное издательство, 2016, 120с[41].

«Испытывая непрерывные деформации, картина играет роль ловушки для зрительского взгляда, акцентируя его место в экспозиционном зале. Это место центрального объекта, выставляемого напоказ. Улавливать взгляд и, проводя его сквозь череду все новых метаморфоз, обращать на самого себя — такова, возможно, ключевая цель, которой живёт современная картина, раз за разом переживая собственное развоплощение» — Константин Зацепин. «Пространство взгляда. Искусство 2000—2010-х годов»
- Самарское визуальное бессознательное//Свежая газета. Культура, № 24 (102) 2016[42]
- Анатомия художественной среды. Локальные опыты и практики. Сборник статей. Самара, 2015 (составитель и литературный редактор)
- Взгляд из нулевой точки // Диалог искусств. № 2, 2015. С. 128[43]
- Незавершенное искусство // aroundart.ru, 2015[44].
- Пространственные модели в беспредметном искусстве нулевых // Вестник современного искусства "Цирк «Олимп», № 14 (47), 2014[45]
- Производство контекста. Опыт уплотнения среды (совместно с И. Саморуковым и В. Логутовым) // Художественный журнал / Moscow art magazine. № 89. 2013[46]
- О критериях оценки произведения современного искусства: первые тезисы // Вестник современного искусства "Цирк «Олимп», № 7 (40). 2013;[5]
- От художников — художникам // Художественный журнал / Moscow art magazine. № 86-87. 2013[47];
- Volga psychogeography (with I.Samorukov, V.Logutov, A.Lashmankin) // The Way of Enthusiasts, Italy, 2013;

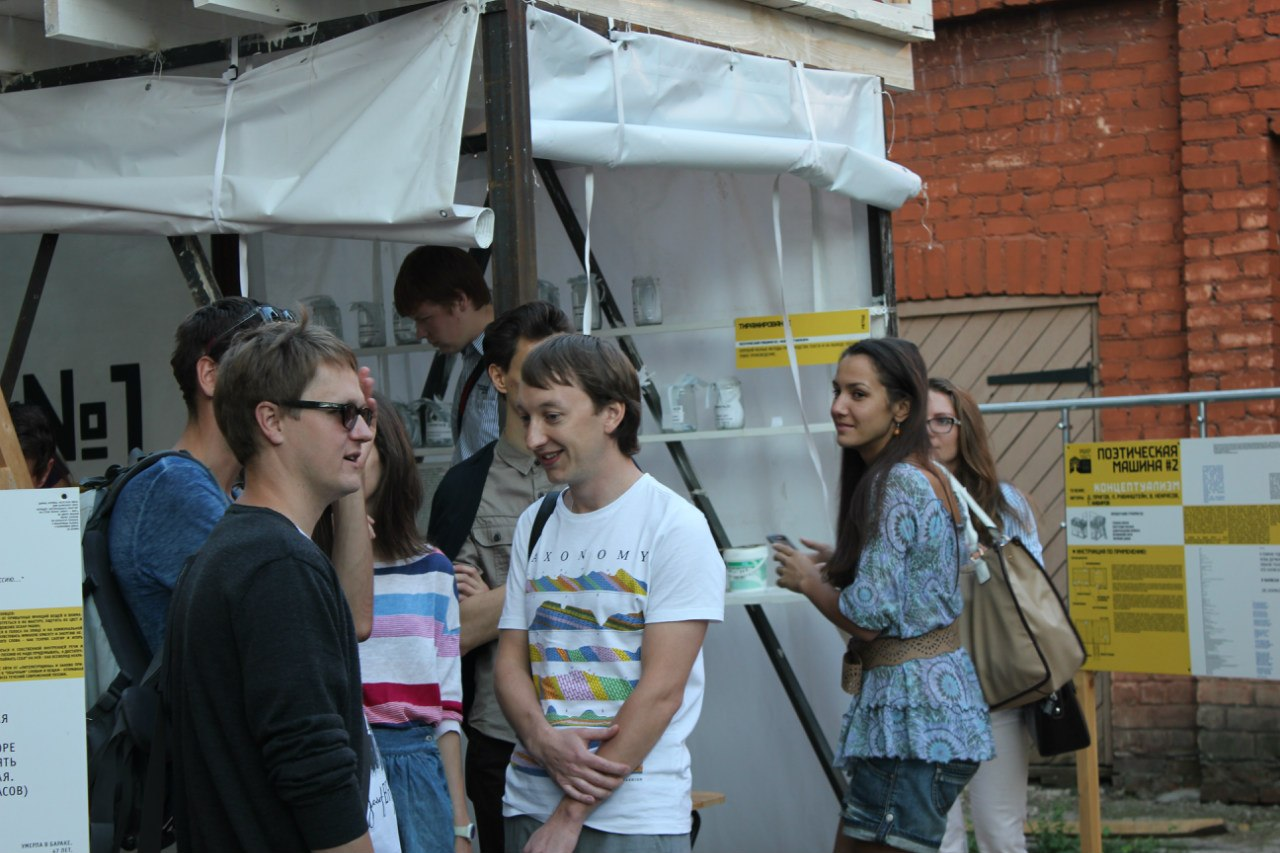
Константин Зацепин и Олег Елагин. 2013 Самарский литературный музей. Фестиваль «Мир. Текст: пять способов выйти на свободу»

- Роман Коржов. Андрей Сяйлев // Искусство против географии. Каталог выставки. Пермь, 2013;
- Каталог выставки «Течения: Самарский авангард 1960—2012», Самара, 2013;
- Глубина плоскости. Оптические модели в творчестве Н. и Р. Коржовых // Вестник современного искусства «Цирк „Олимп“, № 5 (38). 2012;
- Актуальное искусство Самары. Каталог (совместно с И. Саморуковым). Самара, 2011.
- Эссе: от философии к литературе // Новое литературное обозрение. № 104, 2010[28].
- Современное искусство как прием // Художественный журнал / Moscow art magazine. № 75-76. 2010[48].
- Письмо-лабиринт. Траектории чтения // TextОnly, Вып. 27. 2008[29].
- Рефлексирующее зрение. О работах Владимира Логутова // Cine Fantom Week. № 14/123, 2007.
- Радикализация литературности как формула автономии: о двух современных эссе // TextОnly, Вып. 21. 2007[49]

Конференции (доклады) последних лет
- третья сессия „Локальных историй искусства“ — серии конференций о художественных сценах в регионах России в рамках Триеннале российского современного искусства. Сессия посвящена современному искусству Саратова, Тольятти, Самары и Нижнего Новгорода. Музей современного искусства „Гараж“, Москва, 2017[27][50]
- Пространственные модели в беспредметном искусстве нулевых», лекция в рамках образовательной программы галереи «Виктория», Самара, 2014;
- «Критерии оценки произведения современного искусства», лекция в рамках выставки «Искусство против географии», Музей PERMM, Пермь, 2013;
- «Художественный музей как субъект культурной политики региона», доклад в рамках круглого стола «Современный музей: хранилище времени или штаб по модернизации», СОХМ, 2011;
- «Художественный язык концептуализма», лекция в рамках «Школы современного искусства В.Логутова», галерея «Арт-пропаганда», 2009
- «Новая работа» В.Логутова, выступление в рамках проекта «Принуждение к интерпретации», Литературный музей им. Горького, Самара, 2008.

## Кураторская деятельность
- Итоговая выставка проекта «Волга. Ноль» (ТЦ «Гудок», Самара), 2017[51][52][53][54](совместно с Нелей Коржовой)[55]
- Персональная выставка Александра Веревкина «Точка становится пятном», СОИКМ им. Алабина, Самара, 2017[56](совместно с Нелей Коржовой)
- Персональная выставка Алисы Николаевой «No time no matter» СОИКМ им. Алабина, Самара,2017[57][58][59](совместно с Нелей Коржовой)
- Персональная выставка Максима Шабалина «Эффект экрана» СОИКМ им. Алабина, Самара, 2017[60][61].(совместно с Нелей Коржовой)
- Выставка Дмитрия Кадынцева «Где меня нет» СОИКМ им. Алабина, Самара,2017.(совместно с Нелей Коржовой)
- Выставка Евгения Юдакова «Из металла» СОИКМ им. Алабина, Самара, 2017.(совместно с Нелей Коржовой)
- Персональная выставка Р. и Н. Коржовых «Экран картин», СОИКМ им. Алабина, Самара, 2016[62](совместно с Нелей Коржовой)
- Выставка Марии Крючковой «Новая папка. Поврежденный файл» Авторская презентация. СОИКМ им. Алабина, Самара, 2016.(совместно с Нелей Коржовой)
- Выставка Михаила Лёзина «Элементарные частицы» СОИКМ им. Алабина, Самара, 2016[63].(совместно с Нелей Коржовой)
- Выставка Ивана Ключникова «Все, чего я не знаю об абстрактном искусстве» СОИКМ им. Алабина, Самара, 2016[64].(совместно с Нелей Коржовой)
- Выставка Олега Захаркина «Смотреть до конца» СОИКМ им. Алабина, Самара, 2016.(совместно с Нелей Коржовой)
- Выставка Антона Валанса «Ветер, меняющий направление» СОИКМ им. Алабина, Самара, 2016.(совместно с Нелей Коржовой)
- Выставка российских художников ХХ-XXI вв. «От утопии к игре. Классики российского андеграунда в коллекции СОХМ». СОХМ, 2015[65][66][67].
- Программа «Волга. Ноль» (совместно с Н. Коржовой), Средневолжский филиал ГЦСИ, 2015.
- Персональная выставка В. Логутова «Альтернативные пространства» // отдел современного искусства Тольяттинского художественного музея, Тольятти, 2014[68].
- Персональная выставка Р. и Н. Коржовых «Потом — ничего», Арт-центр, Самара, 2014;
- Групповой проект-перформанс самарских художников «ЛЁД», Самара, 2014[18][69][70];
- Выставка самарских художников XIX—XXI вв. «Символы места. Опыт локальной художественной психогеографии». СОХМ, 2013[71];
- Персональная выставка Олега Елагина «Без живописи. Digital art», Арт-центр, Самара, 2013;
- Персональная выставка Е. Бугаева «Эйдетические этюды», СОХМ, 2012;
- Выставка самарских художников XIX—XXI вв. «Течения. Самарский авангард 1960—2012» (совместно с В. Логутовым), СОИКМ им. Алабина, 2012[47][72];
- Выставка советского искусства из фондов СОХМ «Образ женщины в советском искусстве» (совместно с Т.Петровой), СОХМ, 2012;
- Персональная выставка А. Сяйлева «Читать / рисовать», СОХМ, 2011[40][73][74];
- Выставка современных самарских художников «+3», СОХМ, 2011[75][76][77].

## Лекции
2013
Лекция «Критерии оценки произведения современного искусства» (Галерея «ВИКТОРИЯ», Самара)
2014
Лекция «Пространственные модели в беспредметном искусстве нулевых» (Галерия «Виктория», Самара).
2017
— Цикл лекций в рамках образовательной программы «Пространства взгляда» Средневолжского филиала ГЦСИ и при поддержке галереи «Виктория». посвященный картине как медиуму современного искусства.
Лекция № 1. «Развоплощенная картина»
Лекция № 2. «Энигматический пейзаж»
Лекция № 3. «Пространственные модели в беспредметном искусстве нулевых»
— Лекция «Развоплощенная картина». Лекция по книге К. Зацепина «Пространства взгляда» (2016). Прочитана 17 марта 2017 года в мастерских Фонда Владимира Смирнова и Константина Сорокина в центре «Правда».
— Лекция «Среднерусский дзен, Волга и созерцательность. О специфике художественного контекста средневолжского региона». ГЦСИ, Москва, 2017

## Премии и награды
- номинант Государственной премии «Инновация» (2012),
- двукратный номинант Премии Сергея Курёхина (2016, 2017).

## Цитаты
Самарскому искусству в данный конкретный момент не хватает многого: большинство наших значимых художников уехали из города, а новые пока если и появляются, то быстро исчезают кто куда.

## Личная жизнь
— супруга — Светлана Зацепина, филолог, преподаватель, фотохудожник.
— дочь — Александра